# Colesberg
Colesberg – miasto w Republice Południowej Afryki, w Prowincji Przylądkowej Północnej.
Został założony w 1830 roku i nazwany imieniem Galbraitha Lowry Cole'a, gubernatora Kolonii Przylądkowej w latach 1828–1833. Colesberg leży w regionie hodowli owiec.

## Przypisy

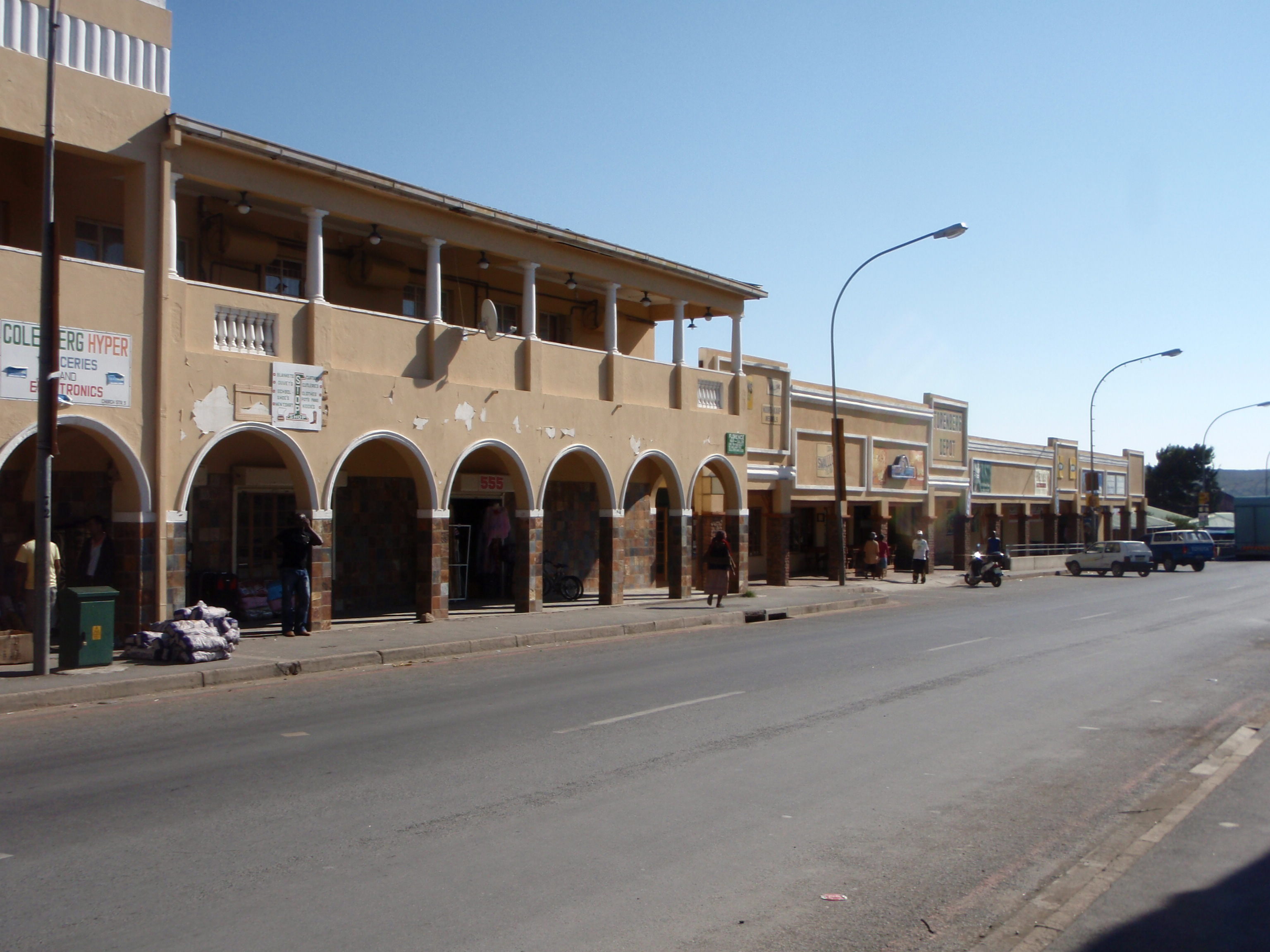
Główna ulica